# Рымшин, Евгений Леонидович
Евгений Леонидович Рымшин (укр. Євген Леонідович Римшин, 16 июня 1976, Орджоникидзе, УССР) — украинский футболист, игравший на позициях защитника и нападающего.

## Клубная карьера
Евгений Рымшин родился 16 июня 1976 года в городе Орджоникидзе Днепропетровской области. Именно с Орджоникидзе и связаны первые шаги в футболе Евгения. Здесь он выступал за местную ДЮСШ, а в 1992 году первым взрослым клубом Рымшина стал местный «Авангард», игравший в чемпионате области.
В 1993 году подписал свой первый профессиональный контракт с второлиговой кировоградской «Звездой», но надолго в команде из Кировограда не задержался, и в том же году подписал контракт с третьелиговым «Сириусом», который представлял Кривой Рог. Затем выступал во второлиговых клубах «Водник» (Херсон), «Дружба» (Бердянск) и «Металлург» (Донецк).
В июле 1996 года переходит в состав днепропетровского «Днепра». 20 июля 1996 года Евгений дебютирует в составе своей новой команды в Высшей лиге Украины. Однако закрепиться в «Днепре» Рымшину так и не удалось (в составе днепропетровской команды в целом сыграл всего 4 матча), из-за чего в поисках стабильной игровой практики он вынужден был отправиться в аренду «Металлург» (Новомосковск), «Звезда-НИБАС» (Кировоград) и «Прикарпатье» (Ивано-Франковск).
В начале 1998 года усилил состав «Кривбасса», в составе которого выступал на протяжении следующих 5 лет. В футболке криворожан в чемпионате Украины сыграл 124 матча и забил 19 мячей, ещё 15 матчей (8 голов) провёл в кубке Украины. Ещё 4 матча Евгений сыграл в еврокубках в сезоне 1999/2000. Кроме главной команды криворожан, выступал и в составе их фарм-клуба, «Кривбасс-2», за который сыграл 27 матчей и забил 18 мячей.
Во время зимней паузы сезона 2003/04 находился на просмотре в кировоградской «Звезде», но в апреле 2004 года усилил состав львовских «Карпат». Однако в мае 2004 года перешёл во второлиговый «Горняк» (Кривой Рог), а летом 2004 года уехал в Казахстан, где в течение полугода выступал в клубе «Женис» (Астана). В начале 2005 года вернулся на Украину, в Харьков, где выступал в составе местного «Гелиоса». Однако в стартовом составе команды появлялся редко, поэтому летом 2005 года снова уехал в Казахстан, где защищал цвета «Ордабасы» (Шымкент). В начале 2006 года вернулся на Украину и начал выступать в составе черкасского «Днепра». Летом 2006 года перешёл в клуб второй лиги «Локомотив» (Двуречная), сыгравший всего 5 официальных матчей в новом сезоне и распавшийся, после чего и завершил карьеру профессионального футболиста.
После завершения карьеры профессионального футболиста продолжил свои выступления в любительском футболе. В частности, выступал в клубах Днепропетровской области: «Авангард» (Орджоникидзе) (2006—2007, 2012), «Севаш» (Днепропетровск) (2007), «СтеклоПласт» (Днепропетровск) (2008), «Электрометаллург-НЗФ» (2008) и «Штурм» (Партизанское) (2010).

## Карьера в сборной
В 1996 году Евгений Рымшин сыграл 2 поединка в футболке молодёжной сборной Украины.

## Достижения
- Высшая лига чемпионата Украины
  - Бронзовый призёр (2): 1999, 2000
- Кубок Украины
  - Финалист (1): 2000